# Klosterkirche Maria Hilf (Cham)

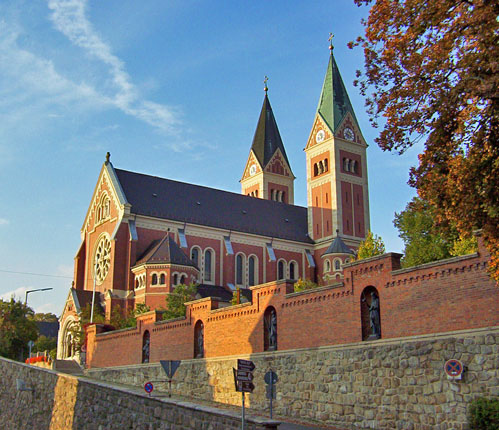
Klosterkirche Maria Hilf

Der neuromanische Backsteinbau des Klosters und der Klosterkirche Maria Hilf nördlich der Altstadt von Cham in der Oberpfalz wurde vom Orden der Redemptoristen nach Plänen von Ludwig von Stempel errichtet.
Im Jahre 1900 wurde mit dem Bau der Kirche und des Klosters begonnen. Der Gründer des Klosters, P. Josef Schleinkofer, konnte nach langen Verhandlungen den Bau der großen Anlage mit Klosterkirche, dem Kloster der Redemptoristen und dem Exerzitienhaus beginnen.
Nach zweijähriger Bauzeit wurden das Kloster und die Kirche fertiggestellt. Anschließend wurde mit dem Exerzitienhaus begonnen.
Bruder Max Schmalzl malte die Kirche aus. 1909 wurde die Klosterkirche durch den Regensburger Bischof Anton von Henle feierlich eingeweiht.
Im Lauf der Zeit wurde die Klosterkirche mehrmals im Innen- und Außenbereich renoviert. Das Exerzitienhaus erfuhr mehrere Anbauten und wurde in den 80er und 90er Jahren saniert und auf heutigen Stand gebracht.
Das alte Klostergebäude wurde 1989 an den Landkreis verkauft. Heute befindet sich in diesen Räumen die Musikschule des Landkreises Cham.
Die Räumlichkeiten des Klosters sind heute im Gebäudeteil des Exerzitienhauses untergebracht.